# Bruckmühle (Vilseck)
Die Einöde Bruckmühle ist ein Ortsteil der Stadt Vilseck im Landkreis Amberg-Sulzbach in der Oberpfalz in Bayern. Sie gehörte früher zur Gemeinde Schlicht und wurde mit dieser am 1. April 1971 nach Vilseck  eingegliedert.

## Geschichte
Der Hammer Bruck (später Bruckmühle) war ein Hammerwerk im Landrichteramt Amberg. Dieser wird bereits im Saalbuch der bayerischen Herzoge vom Jahre 1326 erwähnt. 1387 wird hier ein Eisenhammer genannt, welcher der Oberpfälzer Hammereinigung angehört („Dietrich Hegnein mit dem hamer zu Prukk“). Der Hammer gehörte zu den Werken, die Erze von Sulzbach und Amberg bezogen und ihre Erzeugnisse nach Nürnberg lieferten. Der Hammer hatte vom 15. bis zum 17. Jahrhundert Bestand. Das gehandelte Eisen wurden vor dem Verkauf mit dem Hammerwerkszeichen Bruck (Schlüssel auffm Ruck) versehen.
Aus einem Bericht des Johann German Barbing an den Kurfürst Ferdinand Maria vom 16. Januar 1666 heißt es allerdings: „Pruckh: Der daselbst vorhanden gewesene Schinhammer ist eingegangen; vom alten Gemäuer ist zwar noch etwas stehen geblieben, aber das gänzliche Einfallen ist täglich zu gewärtigen. Jetzt nichts anderes vorhanden als eine Mühle, so den Rothkäplischen Erben zu Schlicht gehörig, bei welchen auch keine Hoffnung zu haben, daß sie am Hammerwerk in Ansehung ihres schlechten Vermögens mehr etwas aufrichten werden.“
Die Anlage wird heute als Bodendenkmal unter der Aktennummer D-3-6436-0117 im Bayernatlas als „archäologische Befunde im Bereich des spätmittelalterlichen und frühneuzeitlichen Eisenhammers "Bruck" mit abgegangenem Hammerschloss“ geführt.
Heute besteht hier ein E-Werk zur Stromerzeugung mit einer Fischaufstiegsanlage.